# برنديسية هانسية
برنديسية هانسية (الاسم العلمي: Brandisia hancei) هي نوع من النباتات تتبع جنس البرنديسية من فصيلة البولفينية.